# Eugene Istomin
Eugene George Istomin (26 de noviembre de 1925 - 10 de octubre de 2003) fue un pianista estadounidense. Fue famoso por sus obras de trío de piano, colaborando con Isaac Stern y Leonard Rose, conocido como el Trío Istomin-Stern-Rose, un grupo que editó muchos álbumes, concretamente de música de Beethoven, Brahms y Schubert. En 1943, con 17 años ganó el Leventritt Award, y el Phildelphia Youth Award. Su debut fue con la Orquesta de Filadelfia y la Orquesta Filarmónica de Nueva York.

## Biografía
Nació en la ciudad de Nueva York, de padres rusos. Fue un niño prodigio, comenzando a actuar a los 6 años con su madre, y ya a los 12 entró en el Curtis Institute.  
Istomin en sus primeros años estudió en la Escuela de Música Mannes. Primero recibió consejos de Alexander Ziloti y su hija Kyriena. Luego pasó a estudiar en el Curtis con Rudolf Serkin y Mieczysław Horszowski. También estudió con Sascha Gorodnitzki.
En 1943, a la edad de 17 años, ganó el premio Leventritt y el Premio de la Juventud de Filadelfia. Hizo su debut con la Orquesta de Filadelfia con Eugene Ormandy, tocando un concierto de Chopin, y con la Filarmónica de Nueva York dirigida por Artur Rodziński tocando el Concierto para piano n.° 2 de Brahms en la misma semana de 1943.
Actuó con Rodzinski y la Filarmónica de Nueva York por segunda vez en diciembre de 1944, tocando el Cuarto Concierto para piano de Beethoven.
Su primera grabación, que le valió considerables elogios, fue el Concierto en re menor de Bach con los Busch Chamber Players.
A partir de 1950, Istomin se convirtió en participante habitual del Festival de Prades organizado por el famoso violonchelista Pau Casals.
Encargó y estrenó el concierto para piano de Roger Sessions en 1956. Varios otros compositores, incluidos Henri Dutilleux y Ned Rorem, escribieron música para él.
El trío Istomin-Stern-Rose que formó con Isaac Stern y Leonard Rose hizo muchas grabaciones, particularmente de música de Beethoven, Brahms y Schubert. Ganó un premio Grammy en 1970 con el Istomin-Stern-Rose Trio por sus grabaciones de Beethoven. 
También fue conocido como solista, realizando muchos conciertos de música orquestal, con directores como Eugene Ormandy, Bruno Walter, Leonard Bernstein, Fritz Reiner, George Szell y Leopold Stokowski.
Grabó extensamente para Columbia (más tarde Sony Classical), obras en solitario y música de cámara. Todavía en 2001, hizo la grabación de estreno mundial de Fantaisie para piano y orquesta de Paul Paray, con la Orquesta Sinfónica de Budapest bajo la dirección de Jean-Bernard Pommier.
Se casó con Marta Montañez Martinez (Marta Casals Istomin), la viuda de Pablo Casals, el 15 de febrero de 1975. 
Era un ávido lector y coleccionista de libros y atrajo el interés del magnate editorial de Nueva York, William Jovanovich. En 1980, Istomin fue contratado por Harcourt Brace Jovanovich Publishers para asesorar a la empresa en la publicación de ediciones facsímiles de ediciones originales de Joseph Conrad y Thomas Hardy, entre otros.
En las décadas de 1980 y 1990, recorrió 30 ciudades estadounidenses, en su mayoría en el Medio Oeste, en un camión de doce toneladas con sus propios pianos Steinway y su afinador de pianos. Fue la expresión de una convicción de por vida de que la música clásica pertenecía al estadounidense común. 
Era más conocido en Europa que en los Estados Unidos, y recibió la Legión de Honor francesa en 2001.
Murió de cáncer de hígado en 2003 en su casa de Washington.